# Josep Maria Jordà i Lafont
Josep Maria Jordà i Lafont (Barcelona, 1870 - 3 de març de 1936), fou un escriptor, periodista, crític d'art i marxant català.

## Biografia
Fou fill de l'advocat Frederic Jordà i Sala, natural de Barcelona, i de Maria del Remei Lafont de Palaudaries, també natural de Barcelona. Fou net d'un altre advocat, Ramon Sala. Li van imposar el nom de l'avi patern, Josep Maria Jordà.
Com a crític d'art, recolzà l'obra dels seus amics Ramon Casas i Santiago Rusiñol i posteriorment defensà la dels artistes de la segona generació modernista. Per mitjà de la sèrie Crónicas rápidas difongué a Catalunya l'obra de Gauguin -pràcticament desconeguda- i també la de Whistler i la de Zuloaga, entre d'altres. Així mateix, col·laborà a la majoria de publicacions del moment (Pèl & Ploma, Catalònia, Joventut, Luz), especialment al diari La Publicidad.

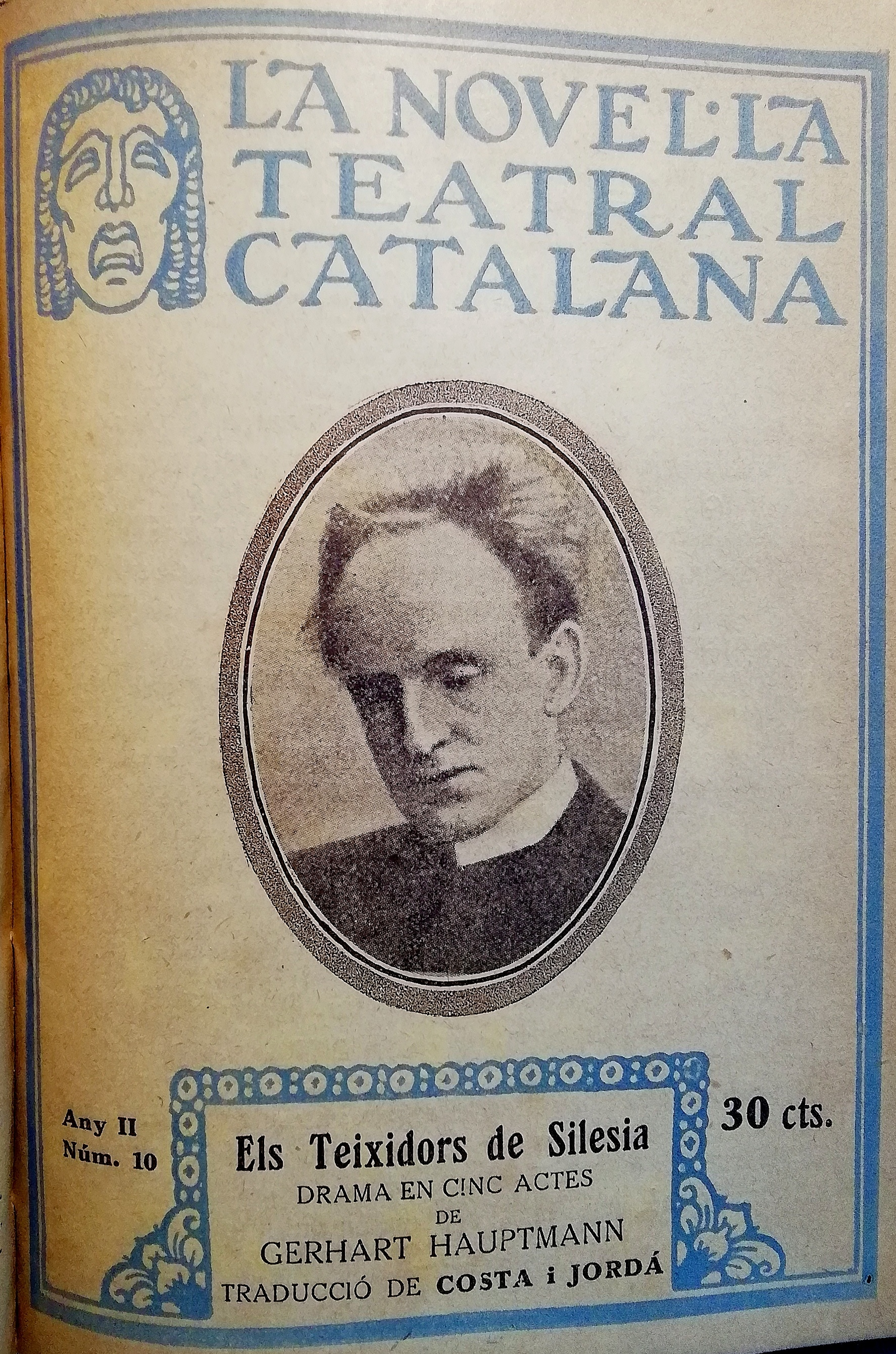
Una de les traduccions de Josep Maria Jordà: Els Teixidors de Silèsia de Gerhart Hauptmann. Publicada per La Novel·la Teatral Catalana l'any 1919

També s'interessà per la música -va ser autor de lletres per a revistes i sarsueles- i pel teatre d'Ibsen, Hauptmann, Giovanni Verga, Strindberg, Oscar Wilde, Bjørson o Maeterlinck, els quals traduí en col·laboració amb Carles Costa.
Amic de Casas, del qual feu una biografia, fou assidu contertulià dels Quatre Gats.
Es va casar amb Mercè Prats i Alsina i no van tenir fills. Va morir a Barcelona, després d'una llarga malaltia, el 3 de març de 1936.